# Corin Hardy
Corin Hardy (Reino Unido, 6 de enero de 1975) es un director de cine británico. Debutó como director con la película de terror de 2015 The Hallow, que también coescribió.
Dirigió la película de terror de 2018 La Monja, un spin-off de The Conjuring 2 (2016) y la quinta película del Universo El Conjuro. 
En 2020, dirigió cuatro episodios de la primera serie de Gangs of London, una serie de televisión producida para Sky Atlantic, antes de convertirse en showrunner de la segunda serie de 2022, y coescribir la novela gráfica Ghosts.

## Principios de su carrera
Hardy empezó como «creador de monstruos» de efectos especiales en el cobertizo de su bicicleta a los 12 años, e hizo películas de Super 8 con sus amigos del colegio.

## Filmografía
Cortometraje
| Año  | Título               | Director | Escritor | Notas                                                 |
| ---- | -------------------- | -------- | -------- | ----------------------------------------------------- |
| 2003 | Butterfly            | Sí       | Sí       | También productor, director de fotografía y montador. |
| 2012 | En la parte de atrás | Sí       | Sí       |                                                       |

Largometraje
| Año  | Título     | Director | Escritor |
| ---- | ---------- | -------- | -------- |
| 2015 | The Hallow | Sí       | Sí       |
| 2018 | La monja   | Sí       | No       |
| TBA  | Whistle    | Sí       | No       |

Televisión
| Año           | Título          | Director | Executive producer | Notes                             |
| ------------- | --------------- | -------- | ------------------ | --------------------------------- |
| 2020–presente | Gangs of London | Sí       | Sí                 | 8 episodios; Showrunner: Series 2 |